# 聖アレクシス伝
『聖アレクシス伝』（または『聖アレクシスの歌』、仏：La Vie de saint Alexis）は、11世紀成立の古フランス語の韻文聖人伝。
『ローランの歌』以前に成立した初期文学作品の一つであり、フランス語史、フランス文学史上、重要な作品とされる。作者不詳。詩形式は十音綴五行で一詩節を構成しており、計125節625行。脚韻ではなく半諧音を用い、定数の詩節である点を除けば、後の武勲詩との共通点が多い。文体の面でも一詩句と統辞法的単位の一致、繰り返し句、詩節同士の連結法などに口誦文学の影響を見ることができる。

## 成立の経緯
シリアのエフレム（307-373年）によるシリア語の詩は５世紀の初めに盛んにギリシャ語に翻訳されていた。その際、エフレムの名声のゆえにエフレムの作品ではないものも多く混入された。その中に『神の人』と『キドゥーンのアブラハムとその姪マリア伝』という、たいへん有名な聖人伝があり、これらはエフレムの作品かどうかは今のところはっきりしていない。前者の『神の人』の主人公は匿名になっていたが、ギリシャ語に翻訳される際、アレクシスという名前を与えられ、この形で今度はラテン語に翻訳され、そして西欧中世の多くの言語に翻訳された。こうして、現存する最古の仏語文学作品である『聖アレクシス伝』が生まれたわけである。
ちなみに、後者の『キドゥーンのアブラハムとその姪マリア伝』の方は、10 世紀にサクソン人の修道女フロストウィーターによって劇作された。

## 日本への伝承
この作品は『サント・アレイショ・コンヘソルの御作業』として天正19 (1591) 年に日本に伝えられている。このことに関しては、松原秀一「東方の苦行僧、聖アレクシウスの変貌」に詳しい。